# Domein Terassel

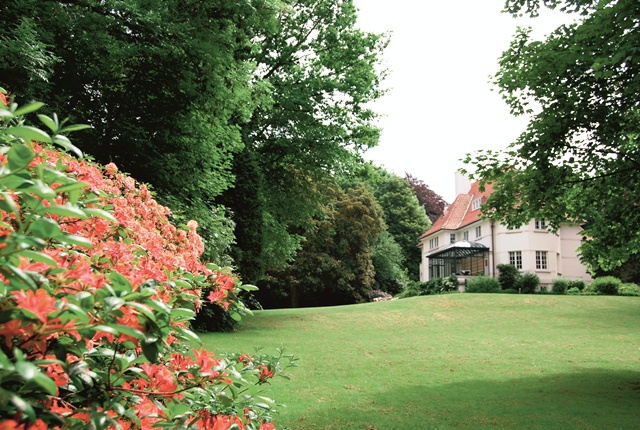
Villa van Parmentier

Het Domein Terassel is een landgoed in de Vlaams-Brabantse plaats Meise, gelegen aan de Nieuwelaan 69-71.

## Geschiedenis
Eind jaren '90 van de 19e eeuw werd een villa in neorenaissancestijl gebouwd door Pierre Parmentier, die rentenier was te Schaarbeek. In 1914 werd deze villa door de Duitse bezetter in brand gestoken. Nadien werd het landhuis, tezamen met een koetshuis en stallen, herbouwd.
De villa werd omringd door een landschapstuin van 4 ha. Voor de aanleg van een derde baanvak op de Provinciale Baan (nu A12 ) begin jaren 50, werd 1 ha van dit park opgeofferd.
In het park staan enkele monumentale bomen. Het landhuis werd onder de naam Domein Terassel in gebruik genomen als restaurant annex zalencentrum. In 2017 werd de exploitatie stopgezet.